# Leuresthes
I grunion (genere Leuresthes) sono piccoli pesci d'acqua marina appartenenti all'ordine degli Ateriniformi. Se ne conoscono due specie: il grunion della California (L. tenuis) e quello del Golfo della California (L. sardina). Vivono rispettivamente lungo le coste della California (USA) e della Baja California (Messico).

## Descrizione
I grunion sono piccoli pesci dal colore argentato. Sono lunghi 16–18 cm.

## Biologia

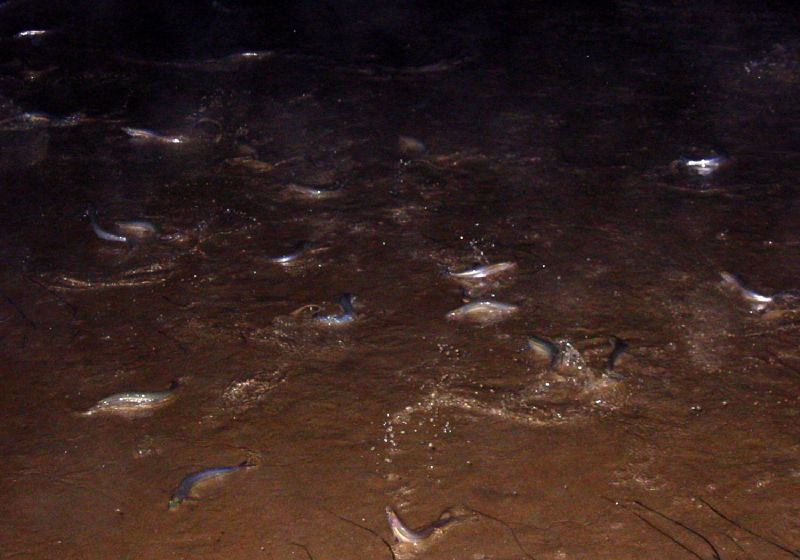
Grunion su una spiaggia californiana

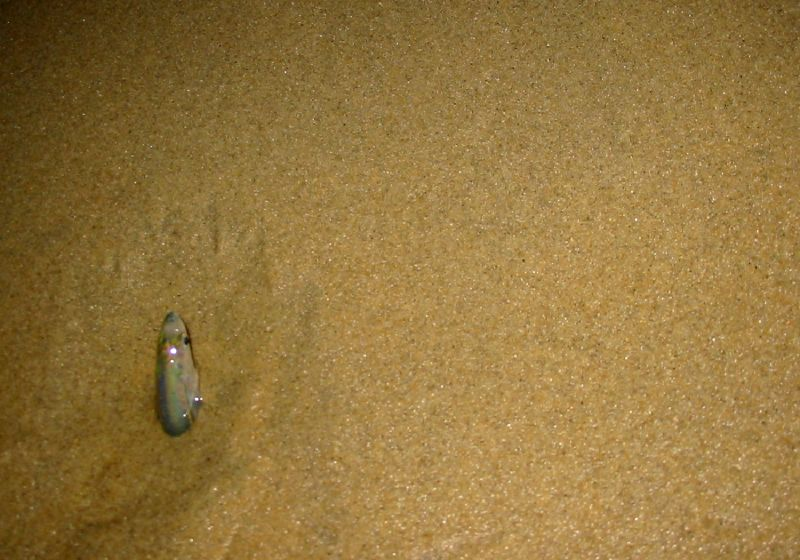
Una femmina pronta ad accoppiarsi

L'aspetto più importante del grunion riguarda la singolare modalità con cui si riproduce. All'epoca della deposizione delle uova, coincidente con il periodo delle maree primaverili, compare lungo le coste californiane in banchi comprendenti migliaia di individui, che durante la notte si dirigono, lasciandosi in parte trasportare dalle onde, fino alla riva ove, abbandonato temporaneamente il proprio elemento naturale, depongono le uova nella sabbia umida, oltre la battigia. Poiché le epoche di riproduzione del grunion sono prefissate, nelle località di deposizione più note si raccolgono schiere di turisti e di abitanti del luogo, allo scopo non solo di ammirare tale insolito spettacolo della natura, bensì anche di catturare con l'ausilio di reti e vagli i pesci, dalle carni gustose.
Da marzo fino ad agosto, i Leuresthes tenuis si portano sulla spiaggia per ognuna delle prime quattro notti immediatamente successive le maree primaverili; sebbene molte persone assistano allo spettacolo, si può dire che nessuno riesca a seguire il vero e proprio processo della deposizione, che ha luogo al di fuori dell'acqua, nei 20-30 secondi che intercorrono tra il susseguirsi di due onde. Le femmine si sprofondano perpendicolarmente nella sabbia umida con la coda e la parte posteriore del tronco, fino alle pinne pettorali; quindi un maschio si distende con il corpo ripiegato attorno a quello della compagna che si muove con rapide oscillazioni e infine si libera dalla sabbia: durante questo brevissimo arco di tempo, le uova vengono deposte e fecondate e, al sopraggiungere dell'onda successiva, i pesci si lasciano trascinare di nuovo in mare. Non appena i banchi di Leuresthes sono scomparsi, nulla resta sulla riva a ricordare la loro fugace visita; scavando tuttavia nella sabbia, si scoprono a circa 5 cm di profondità le uova che le femmine hanno deposto, sovente raggruppate in masse di circa 200. Terminata la marea, la superficie della sabbia rimane umida ancora per alcuni giorni e, sotto il cocente sole della California, si asciuga poi rapidamente, facendosi bruciante; a circa 5 cm di profondità, dove si sviluppano le uova, si conserva tuttavia umida e si riscalda relativamente. Dopo due settimane, la successiva marea porta in superficie le uova, e i piccoli, usciti dal guscio, vengono trascinati in mare; durante il primo anno si sviluppano con estrema rapidità e raggiungono lo stadio adulto la primavera seguente, quando a loro volta si spingono sulla spiaggia per riprodursi. La loro esistenza è destinata a concludersi dopo tre o, al massimo, quattro anni.